# Sammo Hung
Sammo Hung  (Chinees: 洪金寶 / 洪金宝, Hanyu pinyin: Hóng Jīnbǎo) (Hongkong, 7 januari 1952) is een acteur, vechtkunstenaar, filmproducent en filmregisseur uit Hongkong, bekend van zijn werk in vele martialartsfilms en Hongkongse actiefilms. Hij choreografeerde ook vechtscènes voor andere acteurs, waaronder Jackie Chan.
Hung is een van de centrale figuren van de Hong Kong New Wave beweging van de jaren 1980, hielp met het vernieuwen van het martialarts-genre en begon het vampier-achtige Jiangshi-genre. Hij wordt door velen gecrediteerd voor het ondersteunen van vele van zijn landgenoten, door ze hun start te geven in de filmindustrie van Hongkong en ze rollen te geven in de films die hij produceerde, of het geven van rollen in de productiecrew.
- Bibsys: 99011210
- Biblioteca Nacional de España: XX1278504
- Bibliothèque nationale de France: cb16633637c (data)
- Catàleg d'autoritats de noms i títols de Catalunya: 981058528245806706
- CiNii: DA13527170
- Gemeinsame Normdatei: 122309251
- International Standard Name Identifier: 0000 0001 1437 5936
- Library of Congress Control Number: no97058057
- Nationale bibliotheek van Australië: 40314714
- Nationale Bibliotheek van Polen: a0000001768175
- Nederlandse Thesaurus van Auteursnamen: 33158459X
- SNAC: w6z61jk6
- Système universitaire de documentation: 08623451X
- Trove: 1445655
- Virtual International Authority File: 9453057
- WorldCat: E39PBJbCRx96k3WrcdTK46gkDq